# Rob Reiner
Robert "Rob" Reiner (Nova Iorque, 6 de março de 1947) é um cineasta norte-americano.
É filho do diretor Carl Reiner e da atriz Estelle Reiner. 
Possui uma estrela na Calçada da Fama localizada em 6421 Hollywood Boulevard, próxima a estrela de seu pai.  

## Filmografia
- 1984 - Isto É Spinal Tap (This Is Spinal Tap)
- 1985 - Garota Sinal Verde (The Sure Thing)
- 1986 - Conta Comigo (Stand by me)
- 1987 - A Princesa Prometida (The Princess Bride)
- 1989 - Harry e Sally - Feitos Um para o Outro (When Harry Met Sally...)
- 1990 - Louca Obsessão (Misery)
- 1992 - Questão de Honra (A Few Good Men)
- 1993 - Sintonia de Amor (Sleepless in Seattle)
- 1994 - O Anjo da Guarda (North)
- 1995 - Meu Querido Presidente (The American President)
- 1996 - Fantasmas do Passado (Ghosts of Mississippi)
- 1997 - I Am Your Child (TV)
- 1999 - A História de Nós Dois (The Story of Us)
- 2003 - Alex and Emma
- 2005 - Dizem por Aí... (Rumor Has It...)
- 2007 - Antes de Partir (The Bucket List)
- 2010 - O Primeiro Amor (Flipped)
- 2013 - O Lobo de Wall Street (The Wolf of Wall Street )
- 2014 - Um Amor de Vizinha (And So It Goes)

## Nomeações
- Nomeação ao Óscar, na categoria de Melhor Filme, por "A few good men" (1992).
- Quatro nomeações ao Globo de Ouro, na categoria de Melhor Realizador, por "Stand by me" (1986), "When Harry met Sally…" (1989), "A few good men" (1992) e "The American president" (1995).
- Cinco nomeações ao Globo de Ouro, na categoria de Melhor Actor Secundário - TV, por sua participação na série "All in the Family" em 1972, 1973, 1974, 1976 e 1977.
- Nomeação ao BAFTA, na categoria de Melhor Filme, por "When Harry met Sally…" (1989).
- Nomeação ao Independent Spirit Awards, na categoria de Melhor Realizador, por "Stand by me" (1986).
- Nomeação à Framboesa de Ouro, na categoria de Pior Realizador, por "North" (1994).
- Nomeação à Framboesa de Ouro, na categoria de Pior Filme, por "North" (1994).
- Ganhou o Prémio do Público, no Festival Internacional de Toronto, por "The Princess Bride" (1987).